# Steven López
Steven López (New York, 9 novembre 1978) è un taekwondoka statunitense, originario del Nicaragua.
Ha partecipato a quattro edizioni dei giochi olimpici (2000, 2004, 2008 e 2012) conquistando complessivamente tre medaglie.
Anche i suoi fratelli Diana López e Mark López sono atleti di taekwondo, come lui medagliati a Pechino 2008.

## Palmarès
Olimpiadi
- 3 medaglie:
  - 2 ori (68 kg a Sydney 2000, 80 kg a Atene 2004)
  - 1 bronzo (80 kg a Pechino 2008).

Mondiali
- 6 medaglie:
  - 6 ori (pesi leggeri a Barcellona 1996, pesi leggeri a Jeju 2001, pesi welter a Garmisch 2003, pesi welter a Madrid 2005, pesi welter a Pechino 2007, pesi welter a Copenaghen 2009).

Giochi panamericani
- 2 medaglie:
  - 2 ori (68 kg a Winnipeg 1999, 80 kg a Santo Domingo 2003).

Campionati panamericani
- 3 medaglie:
  - 3 ori (68 kg 1996, 68 kg a L'Avana 1998, 68 kg a Quito 2002).